# Ак-Кыя (Узгенский район)
Ак-Кыя (кирг. Ак-Кыя) — село в Узгенском районе Ошской области Кыргызстана. Входит в состав Кызыл-Тооского аильного округа. Код СОАТЕ — 41706 255 847 30 0

## Население
По данным переписи 2023 года, в селе проживало 1 834 человек.